# Somni americà

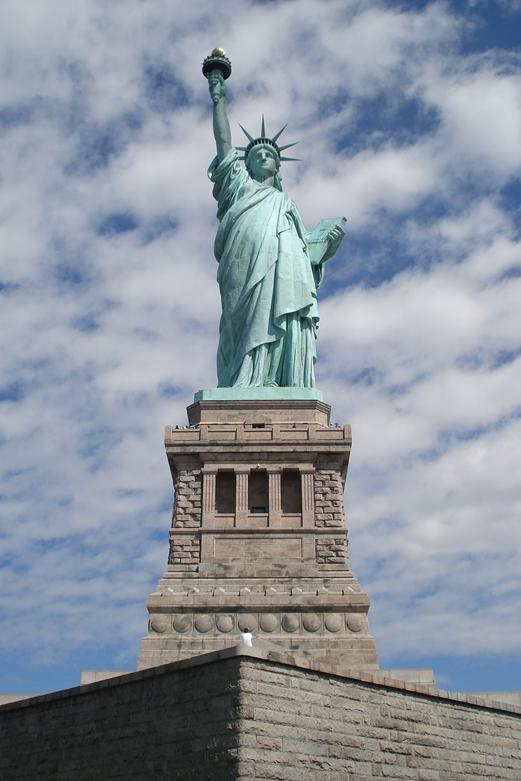
Per a molts immigrants, l'Estàtua de la Llibertat va ser el primer que van veure en arribar als Estats Units, i vol dir llibertat. L'estàtua és un símbol dels Estats Units i del somni americà.

El somni americà o somni estatunidenc és una de les idees que guien la cultura i societat dels Estats Units a nivell nacional. Més concretament, el somni americà sol referir-se als ideals que garanteixen l'oportunitat de prosperar i tindre èxit per a aconseguir una mobilitat social cap amunt. Aquests ideals solen ser la democràcia, els drets civils, la llibertat, la igualtat i l'oportunitat.
L'historiador James Truslow Adams va definir el somni americà en 1931 d'aquesta manera: "La vida hauria de ser millor i més rica i plena per a totes les persones, amb una oportunitat per a tothom segons la seua habilitat o el seu treball, independentment de la seua classe social o les circumstàncies de les quals prové."

## Història
La definició genèrica del terme apareix en un llibre d'història de James Truslow Adams titulat  American Epics  (L'èpica nord-americà, de 1931). No obstant això, el concepte de somni americà es retrotreu al segle xvi. Tant en el XVI com al XVII, pioners anglesos van intentar persuadir els ciutadans del seu país per anar a les colònies britàniques als Estats Units; seu llenguatge i promeses sobre aquestes colònies van acabar creant tres persistents mites separats però alhora interrelacionats:
1. Estats Units com una terra d'abundància.
2. Estats Units com a terra d'oportunitats.
3. Estats Units com a terra de la destinació.

## La ideologia nord-americana
Deixant de banda la concepció individual del somni nord-americà, totes les versions creuen en l'oportunitat per obtenir algun èxit quantitatiu o qualitatiu. Així, per a un millor enteniment de què suposa aquest concepte, el més profitós seria definir les formes en que pot obtenir l'èxit. En el seu llibre "Enfrontar al somni nord-americà: raça, classe i l'ànima de la nació", Jennifer Hochschild assenyala que les definicions d'èxit impliquen "quantitat" i "contingut". Ella estableix tres categories que tenen importants conseqüències normatives i en el comportament:
1. Èxit absolut. Algun objectiu important que supera amb molt la posició en la qual un va començar.
2. Èxit competitiu. Requereix una victòria sobre algú més. "El meu èxit comporta el teu fracàs".
3. Èxit relatiu. En termes comparatius: millor que un veí, que una altra classe social, que un personatge fictici, etc.